# Cochlospermum intermedium
Cochlospermum intermedium är en tvåhjärtbladig växtart som beskrevs av Gottfried Wilhelm Johannes Mildbraed. Cochlospermum intermedium ingår i släktet Cochlospermum och familjen Cochlospermaceae. Inga underarter finns listade i Catalogue of Life.